# Carlos Varela (Fussballspieler)
Carlos Varela (* 15. September 1977 in Genf) ist ein ehemaliger spanischer Fussballspieler.

## Karriere
Varela spielte bereits mit 17 Jahren bei Servette Genf (1995 bis Ende 1998). Nach einem halben Jahr beim FC Basel kehrte er zunächst für eine Saison (1999/2000) zu Servette zurück, ehe er im Juli 2000 wieder nach Basel ging. Dort spielte er bis zum Ende der Saison 2002/2003, in der er auch sechsmal in der UEFA Champions League eingesetzt wurde. Von 2003 bis 2005 spielte er beim FC Aarau, ehe er zur Spielzeit 2005/2006 zu den Young Boys wechselte. Insgesamt spielte der vielseitig einsetzbare Mittelfeldspieler mehr als 300-mal in der ersten Schweizer Liga und erzielte dabei mehr als 40 Tore. Bei den Young Boys trug er die Rückennummer 19. Am 2. Juli 2006 erzielte Varela das erste Tor auf dem neuen Kunstrasen im Stade de Suisse beim 2:0-Sieg im Freundschaftsspiel der Young Boys gegen den tunesischen Meister Espérance Sportive de Tunis.
Varela ist ein talentierter Spieler, der durch seine Sprinterqualitäten die gegnerischen Abwehrreihen in Verlegenheit bringen kann. Jedoch ist er auch für seine emotionalen Ausbrüche bekannt, so hatte er in der Saison 2008/09 nach drei Spielen bereits drei Verwarnungen und einen Platzverweis (direkt Rot) auszuweisen. Dies sehen viele Experten als einen der Hauptgründe, weshalb Varela bis heute nicht in einer der grossen Ligen gespielt hat.
Im August 2010 löste Varela seinen Vertrag bei Neuchâtel Xamax mit sofortiger Wirkung auf, nachdem er zuletzt wiederholt mit unsportlichen Verhalten aufgefallen war und mit einer Sperre von drei Partien belegt wurde. Danach ging er zu D.C. United, um im Januar 2011 zu seiner ersten Profistation Servette zurückzukehren.
Allerdings spielte er zu Beginn der Saison 2011/12 in den Plänen von Trainer João Alves keine Rolle mehr, weshalb er zum FC Wohlen in die Challenge League wechselte, wo er einen Vertrag bis Ende Saison unterzeichnet hat. Wohlens Trainer Urs Schönenberger kritisierte Varela Ende September in einer Wohler Zeitschrift. Dies führte dazu, dass Varela nach drei Teileinsätzen (zwei in der Meisterschaft und ein Cupspiel) seinen Vertrag auflöste. Nun wechselte der Fussballer völlig überraschend zum Berner Regionalverein FC Köniz und beendete dort seine Karriere Ende 2015.